# Ruhrbühne Witten
Die Ruhrbühne Witten e.V. ist ein gemeinnütziger Amateurtheaterverein mit eigener Spielstätte in Witten an der Stadtgrenze zu Bochum. Zum Repertoire gehören Komödien, Krimis, Musik-Revuen, Lesungen und Kinderstücke. Der Verein ist Mitglied im BDAT.

## Geschichte

### Gründung und Zeit des Nationalsozialismus

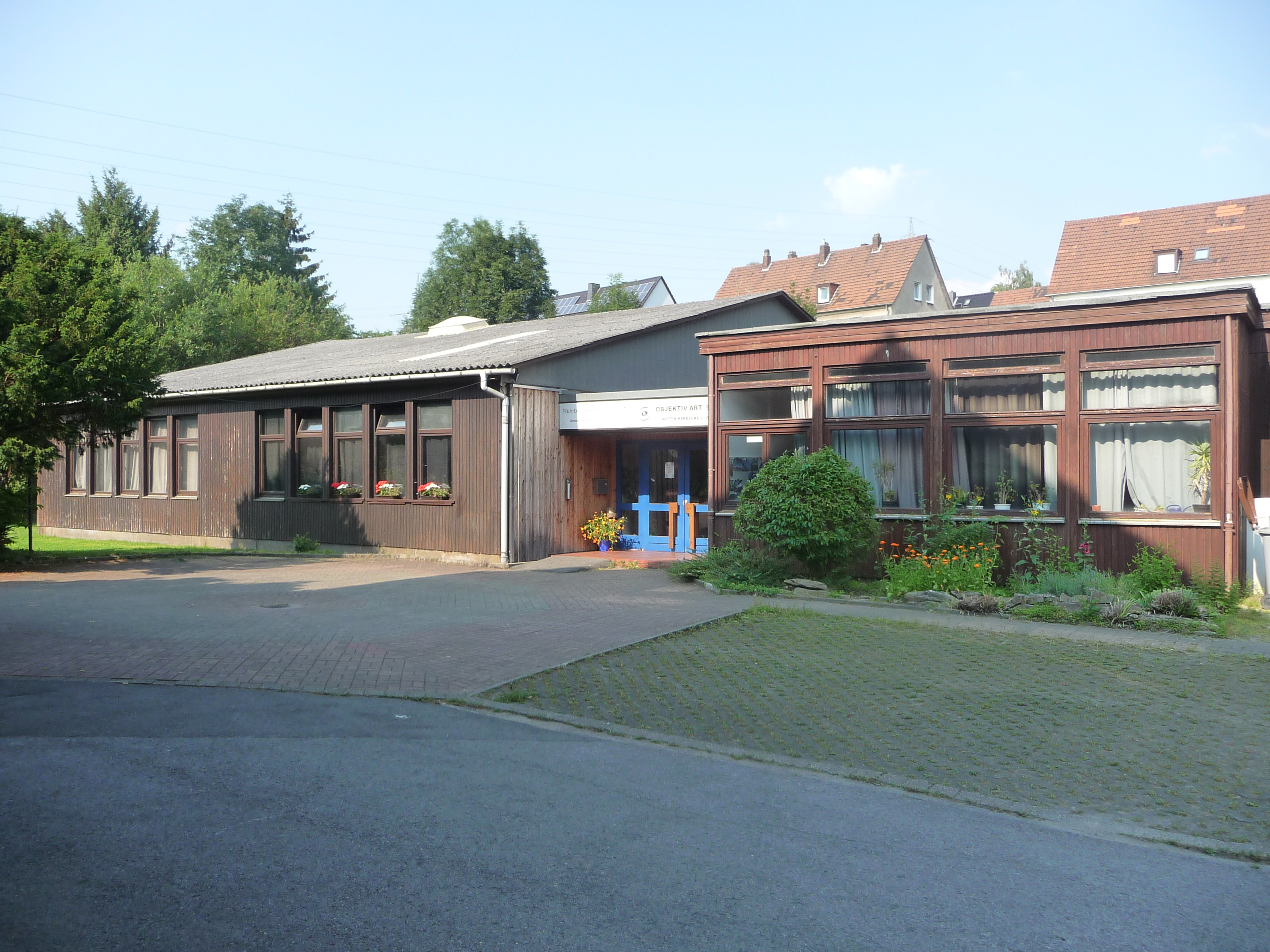
Außenansicht des Theaters der Ruhrbühne Witten

Am 10. Januar 1926 gründeten Mitglieder aus zwei Theatervereinen im Bochumer Lokal „Lueg“ in Papenholz den Theaterverein „Waldesrose“. Von den sieben Gründern sind heute nur noch zwei Namen bekannt: Heinrich Beckhaus und August Bach. Im Laufe der Jahre entwickelte sich die „Waldesrose“ mit ihren Aufführungen zu einem spielerisch guten und bekannten Theater. In der Zeit des Nationalsozialismus, in der den kleineren Vereinen keine Daseinsberechtigung zugebilligt wurde, musste der Verein 1935 notgedrungen seine Theaterarbeit einstellen. Im Jahr 1948 suchte Alfred Haselhorst nach seiner Rückkehr aus der französischen Gefangenschaft alte Mitglieder zusammen und so konnte am 29. Februar 1948 der Spielbetrieb wieder aufgenommen werden.

### Nachkriegszeit
Am 3. und 4. März 1951 fanden die ersten Nachkriegsaufführungen im Saal „Zeller“ und im Saalbau „Hellmann“ in Papenholz statt. Das Drama „Kerker und Freiheit“ von Webels sahen insgesamt 409 Zuschauer – bei einem Eintritt von 1 DM. Der Theaterverein musste wegen Verpachtung des Vereinslokals „Zeller“ eine längere Zwangspause einlegen. In der neuen Bleibe, dem Wirtshaus „Hiby“ in Langendreer, wurde in Eigenleistung eine Bühne hergerichtet. Das erste Stück auf dieser Bühne am 25. Oktober 1965 war der Krimi Gaslicht von Patrick Hamilton.

### Umbenennung in „Ruhrbühne Witten“
In einer außerordentlichen Versammlung am 12. August 1967 beschloss der Verein, seinen Namen zu ändern, weil er sich durch den Namenswechsel für die Zukunft ein publikumswirksameres Auftreten und damit eine Belebung seiner Vereinstätigkeit erhoffte.
Nach mehreren Wechseln fand die Ruhrbühne 1969 eine feste Bleibe im „Saalbau Hellmann“ in Papenholz. Als im Jahr 1975 der Städtische Saalbau Witten eröffnet wurde, gehörte der Saalbau zur festen Spielstätte des Amateurtheatervereins. Dort fand auch im Dezember 1991 die bisher meistbesuchte Vorstellung der Ruhrbühne statt: Das Weihnachtsstück Peterchens Mondfahrt besuchten 4400 Zuschauer in fünf Aufführungstagen. Um dem Publikumsansturm gerecht werden zu können, wurden spontan Zusatzvorstellungen eingeschoben.

### Aufbau eines eigenen Theaters
Als im Jahr 1999 wieder ein neues Vereinsheim gesucht werden musste, mietete sich der Verein zusammen mit dem Fotoclub OBJEKTIV ART'96 in die Räumlichkeiten der ehemaligen Rudolf-Steiner-Schule in der Bochumer Str. 10a ein. Das Innere des alten Holzpavillons wurde mit großem Engagement in Eigenarbeit renoviert und zu einem einzigartigen Kulturort umgewandelt: Der Theatersaal mit der Schaukastenbühne entstand in der ehemaligen Turnhalle und bietet in seinen ansteigenden Zuschauerrängen heute Platz für 99 Zuschauer; die einstigen Klassenräume wurden zu Vereinsräumen, Werkstätten und Lagerräumen umgestaltet und im vormaligen Lehrerzimmer wurde die Maske eingerichtet.
Im Jahr 2010 kaufte die Ruhrbühne der Stadt Witten das Grundstück und das Gebäude ab. Seitdem versuchen die Vereinsmitglieder in Eigenleistung das Gebäude für die Zukunft zu erhalten und Stück für Stück zu sanieren. Denn Teile des Holzgebäudes wurden bereits in den 1960er Jahren für die hohen Schülerzahlen errichtet und sollten laut Planung nur ca. 20 Jahre halten. Parallel dazu entstanden im Jahr 2013 zwei weitere Spielorte: Die „Studiobühne“ wurde technisch ausgebaut und bietet nun ca. 40 Personen Platz. Auf dem Außenbereich errichteten die Vereinsmitglieder eine überdachte Außenbühne, die auf dem Sommerfest im Juli 2013 feierlich eröffnet wurde.

## Aktuell
Im Jahr 2019 gehörten dem Verein 117 Mitglieder im Alter von 3 bis 97 Jahren an. Es werden pro Jahr zwei Stücke für Erwachsene und ein Weihnachtsmärchen inszeniert. Dabei werden Kostüme, Requisiten, Bühnenbilder und passende Café- und Foyerdekoration komplett in Eigenregie hergestellt oder zusammengetragen.